# 申根区
申根区（法語：Espace Schengen）是指履行1985年卢森堡申根镇《申根协议》的區域，於1995年正式生效，現有29個簽約国。组成的区域对于国际旅行者而言，該区域非常像一个单独的国家，进出这一区域需要经过边境管制，而在该区域内的各个国家之间却几乎不存在边境管制。
申根区亦包含冰岛、列支敦士登、挪威和瑞士这四个非欧盟国家，摩纳哥、圣马力诺和梵蒂冈这三个不屬於歐盟的微型国家也事实上参与了申根区。虽然有非欧盟国家的存在，但1999年通过的《阿姆斯特丹条约》使《申根既有规范》正式成为了欧盟法律的一部分。除了爱尔兰外，其余的欧盟国家均被要求履行《申根既有规范》，但塞浦路斯尚未履行该协议。目前申根区已包含超过4亿的人口，面积达4,312,099平方公里。
遵循《申根既有规范》有助于取消该区域内国家之间的边境管制，同时加强与非成员国之间的外部边境管制程度。申根协议包含了一系列涉及到临时入境（包含申根签证）、外部边境管制的协调和跨国警务合作等的共同政策。
根据不同国家的不同规定，在机场、酒店或者是警署可能需要护照或者认可的身份证明来完成身份检查。同时，在申根国家之间偶尔也会执行常规边境管制。

## 历史
1995年3月26日，7个欧盟成员国开始履行《申根协议》，申根区也由此成立。1997年，在就有关签署《阿姆斯特丹条约》的会议上，欧盟领导人同意将《申根协议》、相关公约和根据前两者所制定的相关规定写入欧盟法律的主体，即《共同体既存典章制度》（Community acquis），随着1999年《阿姆斯特丹条约》的生效，有关申根区的相关法律和既有规范也准时起效。
由于当时存在着对奥地利东部和南部与前共产主义国家之间的边境的忧虑，奥地利加入申根区的进程被暂缓执行。意大利则是出于其较长的海岸线的边境安全以及在其附近海域出现的大量北非、亚洲和巴尔干地区移民而被暂缓加入申根区。这两个国家于1997年才获批加入申根区。希臘也因為安全因素直至2000年才獲准加入申根区。

## 现有成员
- 申根区目前包含29个国家，其中有25个属于欧盟成员。四个非欧盟成员国中，冰岛和挪威以北欧护照联盟成员国的身份加入申根区，官方分类属于与欧盟申根区活动相关的国家[5]；瑞士也以相同的方式于2008年加入申根区；列支敦士登则在2011年12月19日加入了申根区，成为了这一区域最新的成员[6][c]。事实上，申根区还包括几个与其它申根国家保持开放或者半开放边境的微型国家[7]。歐盟成員國愛爾蘭則未加入申根區，並對相關國家入境人士繼續執行系統性的邊境管制。另外，前歐盟成員國英國直到脫歐前都沒有加入申根區。

- 在完全履行《申根既有规范》之前，每个国家都需要在管制空域（空中领域）、签证、警务合作和个人信息保护方面进行评估。这项评估工作由欧盟专家和各机构来完成[8]。

- 以下為当前成员国：

| 国家                                          | 面积 (km²) | 人口        | 签署或决定加入日期 | 履行日期       |
| --------------------------------------------- | ---------- | ----------- | ------------------ | -------------- |
| 奥地利                                        | 83,871     | 8,414,638   | 1995年4月28日      | 1997年12月1日  |
| 比利时                                        | 30,528     | 11,007,020  | 1985年6月14日      | 1995年3月26日  |
| 保加利亚                                      | 110,994    | 7,364,570   | 2005年4月25日      | 2024年3月31日  |
| 克罗地亚                                      | 56,594     | 4,290,612   | 2011年12月9日      | 2023年1月1日   |
| 捷克                                          | 78,866     | 10,535,811  | 2004年5月1日       | 2007年12月21日 |
| 丹麦                                          | 43,094     | 5,564,219   | 1996年12月19日     | 2001年3月25日  |
| 爱沙尼亚                                      | 45,335     | 1,340,194   | 2004年5月1日       | 2007年12月21日 |
| 芬兰                                          | 338,145    | 5,391,700   | 1996年12月19日     | 2001年3月25日  |
| 法国（除法国海外行政区域）                    | 551,695    | 65,821,885  | 1985年6月14日      | 1995年3月26日  |
| 德国                                          | 357,022    | 81,799,600  | 1985年6月14日      | 1995年3月26日  |
| 希腊                                          | 131,990    | 10,787,690  | 1992年11月6日      | 2000年3月26日  |
| 匈牙利                                        | 93,030     | 9,979,000   | 2004年5月1日       | 2007年12月21日 |
| 冰岛                                          | 103,000    | 318,452     | 1996年12月19日     | 2001年3月25日  |
| 意大利                                        | 301,318    | 60,681,514  | 1990年11月27日     | 1997年10月26日 |
| 拉脱维亚                                      | 64,589     | 2,245,357   | 2004年5月1日       | 2007年12月21日 |
| 列支敦士登                                    | 160        | 36,010      | 2008年2月28日      | 2011年12月19日 |
| 立陶宛                                        | 65,300     | 3,207,060   | 2004年5月1日       | 2007年12月21日 |
| 卢森堡                                        | 2,586      | 511,840     | 1985年6月14日      | 1995年3月26日  |
| 马耳他                                        | 316        | 417,608     | 2004年5月1日       | 2007年12月21日 |
| 荷兰（除 阿鲁巴、 荷屬聖馬丁和 荷蘭加勒比區） | 41,526     | 16,703,700  | 1985年6月14日      | 1995年3月26日  |
| 挪威（不包含海外領地和属地）                  | 385,155    | 4,993,300   | 1996年12月19日     | 2001年3月25日  |
| 波兰                                          | 312,683    | 38,186,860  | 2004年5月1日       | 2007年12月21日 |
| 葡萄牙                                        | 92,391     | 10,647,763  | 1992年6月25日      | 1995年3月26日  |
| 罗马尼亚                                      | 238,391    | 8,414,638   | 2005年4月25日      | 2024年3月31日  |
| 斯洛伐克                                      | 49,037     | 5,440,078   | 2004年5月1日       | 2007年12月21日 |
| 斯洛文尼亚                                    | 20,273     | 2,048,951   | 2004年5月1日       | 2007年12月21日 |
| 西班牙（除 休達和 ）                          | 505,990    | 46,030,109  | 1992年6月25日      | 1995年3月26日  |
| 瑞典                                          | 449,964    | 9,415,570   | 1996年12月19日     | 2001年3月25日  |
| 瑞士(包含 萊茵河上游比辛根)                   | 41,285     | 7,866,500   | 2004年10月26日     | 2008年12月12日 |
| 申根区                                        | 4,502,428  | 439,462,249 | 1985年6月14日      | 1995年3月26日  |

| 国家和地区 | 面积 (km²) | 人口   |
| ---------- | ---------- | ------ |
| 摩納哥     | 2.02       | 36,686 |
| 圣马力诺   | 61.2       | 33,745 |
| 梵蒂冈     | 0.49       | 511    |

1. ↑  由於丹麥選擇退出，丹麥對申根協議的參與是基於政府間基礎，而非歐盟法律。
2. 1 2 3 4  非歐盟成員國。
3. ↑  欧洲自由贸易区的非欧盟国家，如果与申根区活动相关[5]，那么需要遵循《申根既有规范》。
4. 1 2 3 4 5 6 7 8 9  该日期针对陆地边境和海港有效，对航空港的履行日期为2008年3月30日[10]
5. ↑  1990年10月3日民主德国（东德）加入联邦德国，同时成为申根区的一部分。在此之前民主德国不属于申根区。黑尔戈兰岛同样属于申根区，但其不属于欧盟增值税区。
6. ↑  《申根既有规范》在西班牙所有领土均有效，但从休达和梅利利亚离境进入西班牙和其它申根国家需要进行边境管制，这是因为对居住在得土安省和纳祖尔省的摩洛哥国民存在着签证豁免政策[12]

## 發展趨勢
2004年加入欧盟的賽普勒斯本应加入申根区，但由于塞浦路斯问题加入进程被搁置。塞浦路斯外长乔治·里利卡斯称，申根区所带来的严厉和全面检查会给土耳其族的塞浦勒斯人带来了巨大的苦难，并且也不清楚这样的检查在塞浦勒斯问题解决前是否具有可行性。而不属于欧盟的塞浦路斯英属基地区也需要新的处理办法和机制。至2011年3月，有关塞浦路斯履行《申根既有规范》的具体日期仍尚未确定。
保加利亚和罗马尼亚加入申根区的申请已于2011年六月在欧洲议会得到通过，但这一申请在2011年9月的部长会议时被否决，而当时荷兰与芬兰政府都表达了对这些国家反腐工作和打击组织犯罪能力存在缺陷的忧虑。同时，也有一些国家指出，保加利亚和罗马尼亚加入申根区后，有可能会导致来自土耳其的大量移民经保加利亚和罗马尼亚而进入申根区国家。按原计划，申根区国家本应于2012年3月向保加利亚和罗马尼亚开放其航空和水运边境，并于2012年7月开放陆上边境，但来自荷兰的反对意见已将边境开放的时间至少推迟至2013年。按照时任欧盟常任主席赫尔曼·范龙佩的建议，目前这一决定还有待于欧洲议会的正式批准。下一轮的欧洲理事会会议计划将于2012年10月18至19日进行。
2012年8月，保加利亚总统罗森·普列夫内利耶夫宣布保加利亚已经达到了加入申根区的要求，但遭到了德国的反对，德国内政部长汉斯-皮特·弗里德里希认为“当前不可能对保加利亚和罗马尼亚开放边境”。
2020年12月31日，英國和西班牙就直布羅陀在英國脫離歐洲聯盟後的地位達成初步協議。根據協議，直布羅陀將加入申根區。
2023年12月30日，欧盟理事会宣布同意保加利亚和罗马尼亚部分加入申根区，取消与保加利亚和罗马尼亚的空中和海上内部边境管制。2024年12月12日，歐盟部長理事會批准保加利亚和罗马尼亚成為申根區正式成員國，兩國將自2025年1月1日起解除與其他申根區成員國的陸路邊境管制。
| 国旗     | 国家     | 面积 (km²) | 人口      | 签署或决定加入日期 | 履行日期（预期）             |
| -------- | -------- | ---------- | --------- | ------------------ | ---------------------------- |
| 賽普勒斯 | 塞浦路斯 | 9,251      | 1,099,341 | 2004年5月1日       | 取决于塞浦路斯问题的解决时程 |
| 直布罗陀 | 直布羅陀 | 6.8        | 32,194    |                    |                              |

## 申根国在申根区外的领土
申根国中有一些成员国的部分领土在《申根协议》规定的区域范围之外，这些领土大部分位于欧洲之外或者欧洲较为遙遠的島嶼。

### 法国
法国的海外行政区划中，瓜德罗普、法属圭亚那、马提尼克和留尼汪这四个海外省以及法属圣马丁和圣巴泰勒米这两个行政区均属于欧盟，但并不属于申根区。2011年3月31日成立的第五个海外省马约特已于2014年1月1日加入欧盟，并成为欧盟内最远的区域。欧盟的迁移自由原则在这些地区同样有效，但这些地区对非欧洲经济区和非瑞士国家有着自己的签证制度。在这些地区内，对任何一者有效的签证都对其它地区有效，但免签政策各个地区的政策不同。持申根签证（即使是由法国签发的申根签证）不能访问这些地区。持由荷兰签发的圣马丁岛签证也可以访问该岛北部的法属区域。法国还拥有一些既不属于欧盟，也不属于申根区的行政区划，包括：法属波利尼西亚、法属南部领地、新喀里多尼亚、圣皮埃尔和密克隆群岛和瓦利斯和富图纳群岛。

### 荷兰
荷兰王国的所有行政区域中，只有欧洲领土才属于申根区，其在加勒比地区的6个行政区域均不属于申根区。在这6个加勒比地区行政区域中，波内赫、萨巴和圣尤斯特歇斯（统称荷兰加勒比区）是荷兰本土直属的三个特别行政区，而余下的三个荷属安的列斯岛屿阿鲁巴、库拉索和圣马丁各为构成国，与荷兰本土共四部分构成荷兰王国。这6个岛屿保持其域外国家和领土的身份，因此均不属于欧盟。这六个地区有一套独立于荷兰本土的签证系统，在申根区和该区域之间旅行时需要进行身份检查。

### 挪威
斯瓦尔巴群岛属于挪威的一部分，而在斯瓦尔巴德条约的框架下，其在国际法的规定下拥有特殊的行政状态，并且不属于申根区。尽管前往斯瓦尔巴群岛基本上都需要经过申根区国家（即使有从俄罗斯飞往斯瓦尔巴群岛的航班），但斯瓦尔巴群岛没有针对入境、居留和工作设立单独的签证制度。2011年挪威政府开始对进入和离开斯瓦尔巴群岛的个人进行身份检查，斯瓦尔巴群岛与挪威其余领土之间的边境也被定为申根区的外部边境。若需从斯瓦尔巴群岛返回挪威境内，必须持可以多次往返的申根签证。斯瓦尔巴群岛不存在对移民的社会福利或难民制度，任何无法维持生计的人都将被遣返。

### 丹麦
隶属丹麦的法罗群岛和格陵兰岛既不属于欧盟，也不属于申根区，但法罗群岛仍属于北欧护照联盟。持丹麦签证不能直接访问这两个地区，并且需要持护照或有效的身份证件，在入境和离境时均会进行身份检查。

### 希腊
隶属希腊的阿索斯山是申根区的一部分，但参观者需要申请特殊的许可方可进入，且女性不得进入该区域。

## 选择性加入的欧盟成员国
在2004年申根区扩大规模之时，英国和爱尔兰是两个没有签订《申根协约》的欧盟国家。英国和爱尔兰提供了包含这两个国家和根西岛、马恩岛以及泽西岛这三个英国皇家属地在内的免护照通行的共同旅行区，其中三个皇家属地均不属于欧盟。
英国拒绝加入申根协议的原因涉及到入境检验，其中一个观点称，作为一个岛国，边境管制可以更有效和更合适地防止非法移民入境，而例如身份证明、居留许可等其它做法则更适用于互相接壤互相渗透的陆地边界。爱尔兰虽不认同英国的观点，并认为应该只允许欧盟的公民在不通过身份检查的情况下进行自由迁移，但由于爱尔兰并不希望因签署《申根协约》加入申根区后丧失与英国的共同旅行区，也不希望因此对来往于英爱的公民和在陆地边界设立出入境检查制度，其也没有签署《申根协约》。
当申根区通过《阿姆斯特丹条约》纳入欧盟时，英国和爱尔兰选择不参与涉及到将《申根既有规范》纳入欧盟法律的部分条约。根据有关协议，爱尔兰和英国可以要求参加《申根既有规范》所涉及到的方面，但必须通过申根国家的批准。
英国于1999年申请参与《申根既有规范》第三章中有关警务安全和司法合作的相关协议，这项申请于2000年5月29日由欧盟理事会通过。经2004年的一项理事会决定，2005年1月1日英国正式加入之前申请提出的合作区域。
爱尔兰于2002年开始向欧盟提出参与《申根既有规范》的申请，该申请已经由欧盟理事会通过，但尚未生效。在2010年2月面对国会的询问时，爱尔兰司法部长称，相关措施已经在实行当中，这些措施将可以使爱尔兰达到参与《申根既有规范》的要求。
一份1999年的报告显示，英国上议院的特别委员会曾建议英国全面参与到《申根既有规范》所涉及的各个方面。

## 欧洲微型国家的状态
梵蒂冈、安道尔、摩纳哥和圣马力诺这四个微型国家属于特殊非成员国，不拥有签发申根签证的权利，除摩纳哥外，其它三个微型国家不属于申根区。梵蒂冈和圣马力诺均属内陆国家并被意大利所包围，且其与意大利均有开放的边境，因此事实上可以被认作属于申根区。梵蒂冈和圣马力诺由于不存在航空港和海港，因此无需执行针对从申根区外入境的边境管制。
- 安道尔：安道尔与法国和西班牙之间的边境均设有边境管制。欧盟国家的居民须持护照或身份证进入安道尔，其他人员也需持护照或等效证件入境。需要签证方可进入申根区的旅行者须持多次入境签证进入安道尔，因为进入安道尔即视为离开申根区[46]。

- 摩納哥：摩纳哥与法国之间有开放的边境，在申根区规定实际执行过程中可以将摩纳哥视为法国的一部分[47][48]，法国政府和摩纳哥政府均在摩纳哥海港执行身份检查。

- 圣马力诺：圣马力诺与意大利之间有开放的边境，但也会由意大利金融警卫队和圣马力诺的城堡卫队（亦称“罗卡卫队”）在此进行随机的检查。任何合法进入意大利的人员均可以合法进入圣马力诺。旅游者可在入境圣马力诺后，办理國家旅遊局（ufficio statale turismo）製發的「旅游签证」，费用5欧元。但此「簽證」更多是紀念意義。

- 梵蒂冈：梵蒂冈与意大利之间有开放的边境[49]，并且该国已表达了参与到申根协议的意愿，以便寻求在信息分享上的更紧密的合作和参与申根信息系统所涉及的各种活动中[50]。

## 内部边境制度

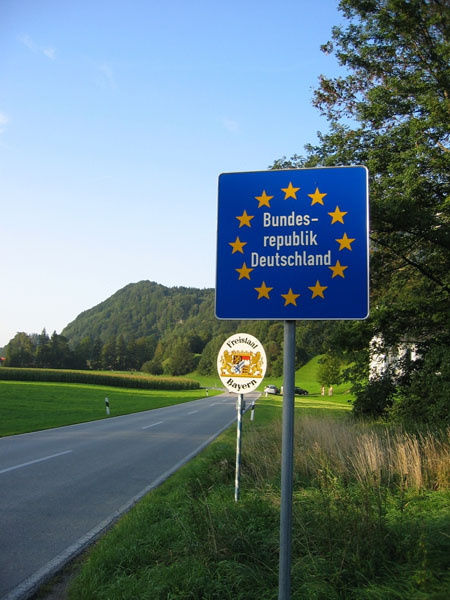
图为德国与奥地利之间的边境，沒有一般國界上設有边境检查站及圍欄等阻隔設施，而僅立有欢迎指示牌。较大的蓝色指示牌说明已进入德意志联邦共和国，较小的白色指示牌表明进入德国巴伐利亚州。

在实施《申根协议》之前，欧洲国家的大部分边境都设有巡逻和庞大的边境检查站网络，用以检查来往于各个国家之间的公民的身份与授权。
在实施《申根协议》之后，申根国之间的边境检查站被关闭，并且大部分都被移除。根据《申根边境法》（Schengen Borders Code）的有关规定，成员国之间需要移除所有障碍以保证内部边境的交通通畅。因此，旅客搭乘水上、陆上以及空中交通工具在申根国之间行动时，无需再受边境卫队的身份检查，但各交通工具的承运人仍有权对乘客进行安全检查。
申根成员国有权在公共政策和内部安全受到威胁时临时恢复与其它申根国之间的边境管制。当一些预见性的活动可能会带来潜在的风险时，所涉及的国家必须提前通知欧洲委员会并与其它成员国进行商讨。2010年4月，由于本笃十六世访问马耳他，该国执行了临时的边境管制。
在搭乘航空器来往于申根国之间或者申根国国内时，部分航空公司会要求乘客在换取登机牌或者是登机时出示身份证明（例如身份证或护照等），这种身份检查并非官方的边境管制，而是用于建立乘客档案。还有一些往返于申根国之间的航班被认作是非申根航班。例如搭乘智利国家航空往返于马德里－巴拉哈斯机场和法兰克福机场航班的乘客会被要求在离开马德里时进行申根区的离境检查，并在抵达法兰克福后进行入境检查，这是由于该线路是从智利圣地亚哥启程，因此德国政府无法区分抵达乘客究竟是来自智利还是来自马德里。
《申根既有规范》还规定，所有的酒店和其它商业化住宿服务都需要对包括来自其他申根国的外国公民进行登记，并需要他们手写一份登记表格，但对于配偶和随行儿童则无此项规定。此外，还需要向酒店经理或工作人员出示相应的身份证明。由于《申根既有规范》没有再针对该方面进行其它规定，因此申根国可以自行决定登记表格所要求填写的内容、接受的身份证明种类，也可以要求对在申根法中规定了可以豁免登记的公民进行登记。不同国家的政策存在不同。
欧盟设有欧盟关税同盟和欧盟增值税区，来防止税源控制和海关监管等管理阻碍货物在欧盟成员国边境上正常运输，因此成员国之间的边境大大被弱化了。但由于并不是所有的欧盟成员国和申根成员国的所有领土都属于关税同盟和增值税区的范畴，因此无法避免对离开或进入这些区域的货物进行检查。《申根边境法》中禁止系统性地税源控制和海关监管制度，用来防止海关监管变相成为新的内部边境上的入境检验制度。

### 争议事件

#### 丹麦海关监管提议
2011年7月，丹麦政府称为打击非法移民和团伙犯罪，丹麦将重启边境管控措施，加大海关监管力度，这项决定受到德国和欧盟委员会的批评，且后者称丹麦的决定违背了迁移自由原则。
欧盟内政主管官员马尔姆施特伦（Cecilia Malmström）2011年5月在其博客中写道，丹麦的做法有悖于欧盟法律。同年7月，她又在博客中写道“我们正在评估丹麦提交的针对在其边境加紧海关监管力度计划的文件，但该计划是否遵循欧盟法律还有待于看丹麦对该计划的具体实施情况。这也是我在与丹麦政府达成一致后向其派遣欧盟专家来评定他们的计划实施情况的原因。”随后，由于派遣的专家代表团没有给出预期的解释，她在博客中表达了自己的忧虑。
2011年10月，新选举产生的由赫勒·托宁-施密特领导的政府废除了其前任的海关监管计划，并重新恢复了正常的边境管理制度。

#### 法国针对北非移民的检查
在2010年末到2011年初的茉莉花革命结束之后，意大利政府给大约25,000名突尼斯移民签发了有效期6个月的签证，这意味着这些人可以在申根国间自由通行，法国与德国政府因不愿意接纳突尼斯难民而威胁要重新启动边境管制，2011年4月，法国政府在意法边境的拦下了载有这些难民的火车，时间长达数小时。
针对法国的请求，欧盟内政主管官员马尔姆施特伦（Cecilia Malmström）在2011年5月提议设立更广的临时边境管制范围，以防止强大而不可预期的移民压力和对欧盟外部边境的管理失效。
2011年7月25日，在欧盟委员会针对意大利和法国所采取措施的最终评估的讲话中，欧盟内政官员指出两国所采取的行为均遵循了欧盟法律，但很遗憾是这样的行为有悖于《申根既有规范》的精神。马尔姆施特伦也呼吁成员国更紧密地遵循申根既有规范，并在申根区建立更为强大的评估和监控系统。

## 外部边境制度

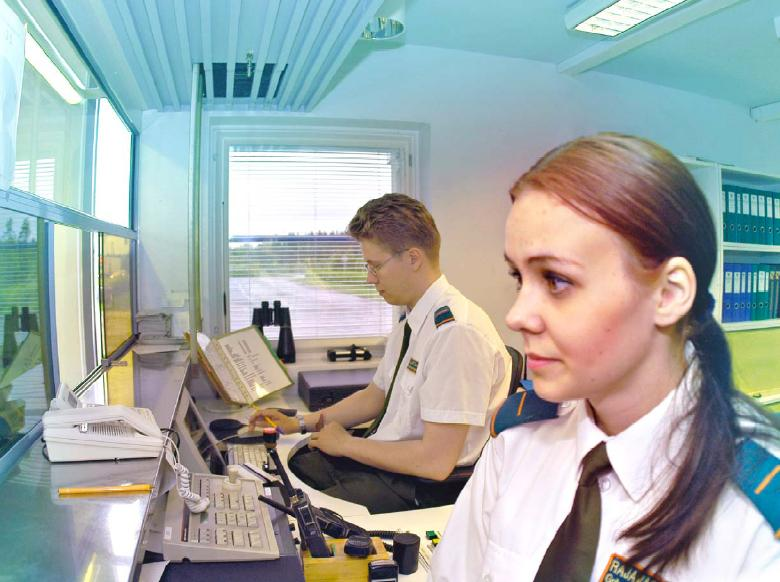
位于芬兰的申根区外部边境检查站

申根成员国被要求对进出申根区的旅行者采取严格的身份检查，这些检查工作由欧盟边境管理局（Frontex）进行协调，并遵循统一的规章制度。有关边境管制、监视以及在何种条件下可以授予进入申根区的许可等内容在《申根边境法》中得到了非常具体的阐释。

### 边境管制
无论是入境还是出境，所有通过外部边境的人都至少需要配合进行最低标准检查，但通常情况下，非欧盟成员国公民、非欧洲经济区成员国公民、非瑞士公民以及家庭成员等不享受迁移自由原则的旅行者都必须进行全面检查。唯一的例外是那些边境检查站警卫所熟悉的长期有规律地通过边境的通勤者（包括享受迁移自由原则和其它国籍公民），只要他们在初期的检查中没有在申根信息系统或者是国家数据库中被查出不良记录，那么他们就可以在以后只进行随机的检查而非每一次过境都进行全面检查。
如果发生使边境管制等待时间延长的“例外”和“不可预期”的情况，那么外部边境管制的检查力度可以临时性地适当放寬。
边境警卫按照如下步骤执行外部边境管制检查：
| 步骤 | 步骤 | 最低标准检查                                                        | 全面检查 （入境） | 全面检查 （出境） |
| --- | --- | ------------------------------------------------------------------- | ----------------- | ----------------- |
| 依据人员旅行证件检查其身份 | 依据人员旅行证件检查其身份 | 是 （该项检查必须迅速且直接）                                       | 是                | 是                |
| 检查旅行证件是否有效以及是否过期 | 检查旅行证件是否有效以及是否过期 | 是 （该项检查必须迅速且直接）                                       | 是                | 是                |
| 检查旅行证件是否为伪造 | 检查旅行证件是否为伪造 | 是 （该项检查必须迅速且直接）                                       | 是                | 是                |
| 使用设备（如紫外线灯等）来检查旅行证件是否为伪造 | 使用设备（如紫外线灯等）来检查旅行证件是否为伪造 | 可选 （该项检查必须迅速且直接）                                     | 可选              | 可选              |
| 在申根訊息系统和其它訊息系统中检查旅行证件是否为被窃、冒用或者是无效证件 | 在申根訊息系统和其它訊息系统中检查旅行证件是否为被窃、冒用或者是无效证件 | 可选 （该项检查必须迅速且直接）                                     | 可选              | 可选              |
| 在申根訊息系统和其它数据库中检查，确保旅行者不会对国家安全、公共政策、申根成员国之间的国际关系或公共卫生带来威胁 | 在申根訊息系统和其它数据库中检查，确保旅行者不会对国家安全、公共政策、申根成员国之间的国际关系或公共卫生带来威胁 | 可选 （这样的威胁的定义是“真实存在的”、“表现出来的”并且“足够严重”） | 可选              | 可选              |
| 在数据库中登记旅行者的出入境记录 （注意：直到2011年十月，只有爱沙尼亚、芬兰、希腊、匈牙利、拉脱维亚、立陶宛、马耳他、波兰、葡萄牙和斯洛伐克这10个国家会记录出入境记录，但这些记录仅存在于每个国家自己的数据库中，这些记录并没有在申根区的全域系统中被分享或交换）） | 在数据库中登记旅行者的出入境记录 （注意：直到2011年十月，只有爱沙尼亚、芬兰、希腊、匈牙利、拉脱维亚、立陶宛、马耳他、波兰、葡萄牙和斯洛伐克这10个国家会记录出入境记录，但这些记录仅存在于每个国家自己的数据库中，这些记录并没有在申根区的全域系统中被分享或交换）） | 可选                                                                | 可选              | 可选              |
| 在旅行证件上加盖戳章 | 在旅行证件上加盖戳章 | 否                                                                  | 是 （存在例外）   | 是 （存在例外）   |
| 检查旅行者是否有有效地签证或居留许可（如果需要） | 检查旅行者是否有有效地签证或居留许可（如果需要） | 否                                                                  | 是                | 可选              |
| 检查签证的真实性（如果需要），并在签证訊息系统中检查签证持有者的身份 | 检查签证的真实性（如果需要），并在签证訊息系统中检查签证持有者的身份 | 否                                                                  | 是                | 可选              |
| 检查旅游证件上的出入境戳章，确保旅行者没有超期逗留 | 检查旅游证件上的出入境戳章，确保旅行者没有超期逗留 | 否                                                                  | 是                | 可选              |
| 检查旅行者的始发地和目的地 | 检查旅行者的始发地和目的地 | 否                                                                  | 是                | 否                |
| 检查旅行者的逗留目的 | 检查旅行者的逗留目的 | 否                                                                  | 是                | 否                |
| 检查旅行者提供的用于支持其逗留目的的文件 | 检查旅行者提供的用于支持其逗留目的的文件 | 否                                                                  | 可选              | 否                |
| 检查旅行者是否有支撑其停留、前行或返回的资金储备 | 检查旅行者是否有支撑其停留、前行或返回的资金储备 | 否                                                                  | 是                | 否                |

如上表所示，许多步骤都為開放選項，因此边境警卫可以斟酌决定对旅行者检查的严格程度，因此不同申根国的检查用时也不尽相同。例如在意大利，对欧盟成员国公民、欧洲经济区成员国公民或瑞士公民的检查时间平均为5秒钟，在挪威则需要1分钟左右。对于第三方国家的公民的检查用时则区别更大。例如在希腊，对附件II中所涉及到的国家的公民的检查用时为15秒左右，而在斯洛伐克则平均需要3-5分钟。类似的，在荷兰，对附件I中涉及到的国家的公民的检查用时平均为30-60秒，而在拉脱维亚这一用时大概为2-5分钟。
在执行检查时，法律要求检察官保护被检查者的尊严，禁止因其性别、种族或民族、宗教信仰、残疾、年龄或性取向而进行歧视。
外部边境检查站可能位于跨境公路、机场、港口或者是火车上。通常情况下，边境不会专门设置围栏，但也存在例外，例如西班牙休达的边境便修有围栏。在一些重要地段会配备有監視器，其中一些也具有红外功能，例如在斯洛伐克和乌克兰的边境上，每186（203碼）就会设置一个監視器。在申根国的南部海岸线上，海湾警卫队有义务防止私人船只在无许可的情况下进入申根区。
在许多外部边境检查站都设有专门针对欧盟成员国公民、欧洲经济区成员国公民或瑞士公民（及其家人）的特殊通道，并给其它身份的公民设立另一条通道。尽管安道尔和圣马力诺公民并不属于欧盟成员国公民、欧洲经济区成员国公民，但其依然可以使用针对欧盟成员国公民、欧洲经济区成员国公民或瑞士公民的特殊通道。
在以下的机场也为年满18岁，持生物特征护照的欧盟成员国公民、欧洲经济区成员国公民和瑞士公民提供了自动化的边境通关闸机：
- 捷克: 鲁济涅国际机场[86][87]
- 芬兰: 赫尔辛基－万塔机场、赫尔辛基港口和芬兰与俄罗斯交界处瓦利马（持日本生物特征护照也可使用）[88][89][90]
- 法國: 马赛普罗旺斯机场、巴黎夏尔·戴高乐机场和巴黎－奥利机场（也适用于持非生物特征护照的欧盟成员国公民、欧洲经济区成员国公民或瑞士公民，以及持标有“欧盟公民的家庭成员”、“欧洲经济区成员国公民的家庭成员”或“瑞士公民的家庭成员”居留许可的公民）。所有持非法国生物特征护照的公民必须先进行登记）[91]
- 德国: 柏林-泰格尔机场、杜塞尔多夫机场、法兰克福机场、汉堡机场、科隆/波恩机场和慕尼黑机场[92]
- 荷蘭: 斯希普霍尔机场[93]
- 葡萄牙: 马德拉机场, 里斯本机场, 若昂保罗二世机场, 费尔南多·萨·卡内罗机场
- 西班牙: 巴塞罗那机场, 马德里－巴拉哈斯机场（也适用于持西班牙身份证的公民）[77]
- 瑞士: 苏黎世机场[94]

有的时候外部边境检查站会设立在非申根区国家的领土上。例如法国政府会在圣潘克拉斯火车站、艾贝斯费特国际火车站和阿什福德国际火车站对所有乘火车离开英国或者是在多佛尔港口乘船离开的旅客进行检查。
为了防止出现在进入申根区后在身份检查时申请避难的情况，《申根既有规范》要求所有承运人必须在乘客搭乘交通工具之前检查其是否拥有入境所需的旅游证件和签证。

### 短期居留与过境签证

申根区国家
非申根区的欧盟成员国
可在半年内免签停留90天
需签证进入申根区，经由申根区过境有時需过境签证
经由申根区过境或进入申根区，皆需过境签证

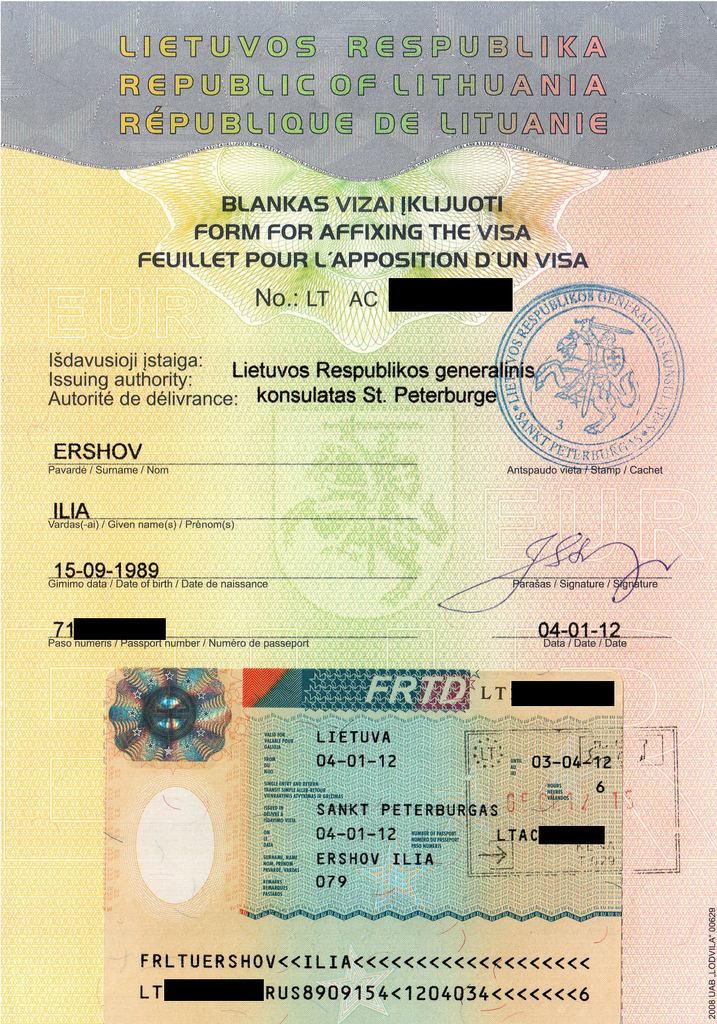
便利铁路过境证件（FRTD）

短期居留签证的政策在欧盟相关规定中有详细的说明，而且该规定中包含两个列表：一个是需要申请短期居留签证才可进入申根区的国家列表（附件Ⅰ），一个是可免签进入申根区的国家列表（附件Ⅱ）。
具有免签资格的公民一般需要获得工作许可后方可从事受雇或自雇活动，但有的时候也可以免除工作许可，商务旅行一般不被考虑为工作。申根成员国可以根据情况对持外交护照、官方护照或其它特殊护照的公民增减相关的签证要求。
申根签证由申根成员国以粘贴在护照上的签证标签、旅行文件或其它证件的形式进行签发，用以授权持有人出入境。但如果持有人没有能够达到入境要求时，仍有可能会被拒绝入境。
目前短期居留与过境签证包含以下几类：
- 机场转机签证：机场转机签证授权持有人通过机场国际领地过境而不踏足该国家或申根地区。通常情况下，须持申根签证进入申根区的公民无需申请机场转机签证，而此类签证持有者属该通常情况的例外。

- 申根签证：申根签证授权持有人以非移民的理由（例如旅行、商务或过境）在特定时间段内单次或多次地进入申根区，多次入境签证的有效期一般最长为1年，特殊情况下最长可为5年。申根签证持有人可以在半年期内在申根区停留最多90天。若以过境理由申请申根签证，则停留时间会根据过境所需时间发生变化。

- 便利过境证件（FTD）和便利铁路过境证件（FRTD）：这两类证件用于在俄罗斯和其飞地加里宁格勒州过境。其中便利过境证件有效期为3年，可用于不超过24小时的过境；便利铁路过境证件有效期为3个月，用于不超过6小时的过境[102]。

通常情况下，前往申根区的旅行者需向位于本国的主要目的地国大使馆或领事馆提交申根签证申请。特殊情况下，如果旅行者出于“不可预见”和“极重要”的原因导致无法提前申请签证时，可在抵达边境时获得有效期为15天的申根签证。若此类特殊情况的申请者属于需要与其它申根国管理机构协商的人员类别，那么仅可以出于人道主义、国家利益或者国际义务（例如关系非常亲密的人死亡、突发重病等）向其发放申根签证。

### 第三国公民入境条件
仅凭申根签证或签证豁免政策并不能直接授权旅行者进入申根区。《申根边境法》中列出了第三国公民入境需要达到的要求，第三国公民是指不享受迁移自由原则的公民（即非欧盟成员国公民、非欧洲经济区成员国公民或非瑞士公民，以及非持标有“欧盟公民的家庭成员”、“欧洲经济区成员国公民的家庭成员”或“瑞士公民的家庭成员”居留许可的公民）。
相关入境要求如下：
- 旅行者持有效旅行证件，或其它许可其通过边境的文件；
- 旅行者持有有效的签证（如果需要）或有效的居留许可；
- 旅行者可以对其旅行目的和逗留条件作出说明，并有在逗留阶段、返程或在前往下一国家时拥有足够的资金，或者其可以合法地获得维持生计的资金；
- 申根信息系统没有给出拒绝旅行者入境的警示，并且
- 旅行者不会给任何申根国家的公共政策、内部安全、公共卫生和国际关系带来威胁。

若第三国公民不满足上述条件，出于以下原因也可以授予其申根签证：
- 出于人道主义目的
- 出于国家利益需要
- 出于国际义务原因
- 不持有签证，但符合抵达边境时授予签证的要求
- 持有申根国所签发的居留许可或再入境签证

任何情况下，边境警卫都需要在第三国公民通过边境时在其旅行证件上加盖戳章，即使在边境检查力度较小的情况下也需要加盖戳章。安道尔、圣马力诺和摩纳哥公民、通过外交渠道宣布进行访问的国家元首、当地边境交通许可证和居留许可的持有者不受此规定约束，机组人员与船员亦不受此规定约束。若第三国公民已满足所有入境条件，不得因其护照上没有空间加盖戳章而拒绝其入境，而是应在单独的纸张上加盖戳章并交给该公民，并建议其申请新的护照。

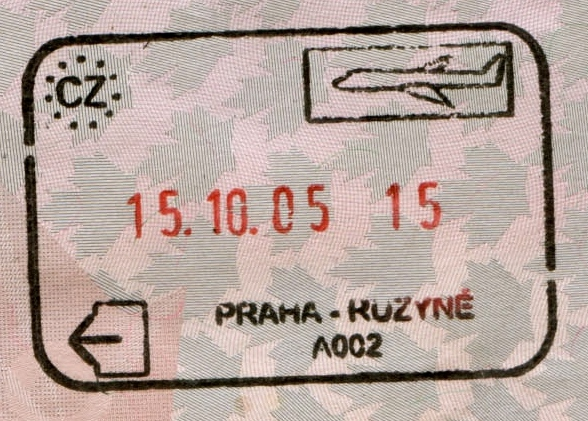
在布拉格机场乘飞机离境时加盖的出境戳章。
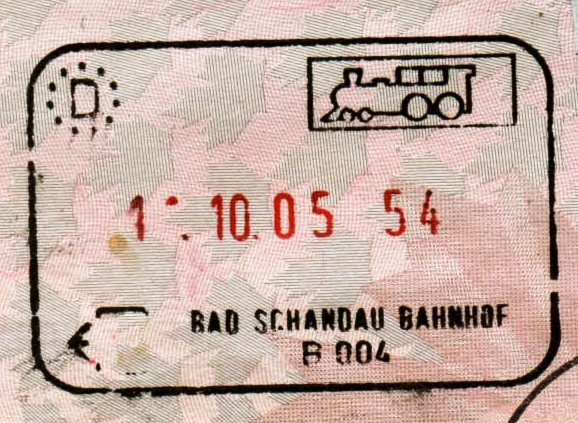
在巴特尚道火车站乘火车离境时加盖的出境戳章。
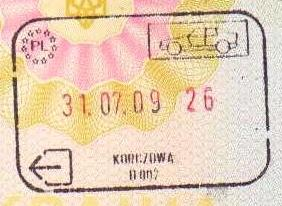
在科尔车搭乘陆上交通工具离境时加盖的出境戳章。
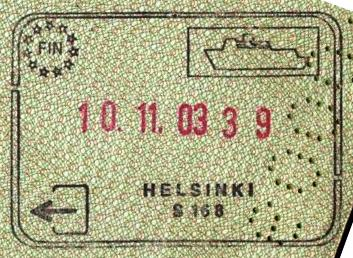
在赫尔辛基港口乘船离境时加盖的出境戳章。

### 长期居留
第三国公民若在申根区居留超过3个月，则需申请可居留一年的长期签证，若居留时间更久，则需申请居留许可。长期签证属国家签证，但采用申根签证的形式签发。长期签证授权持有者居留3个月以上，但不超过1年。如果申根国允许该公民居留超过1年，则必须向其签发居留许可。
长期签证持有者可以在其它申根国自由迁移，并在其他申根国半年内居留最多3个月。具有长期居留资格的第三国公民也可迁移至其它申根国并在不丧失其法律地位和社会福利的情况下在其他申根国定居。
但是也有一些第三国公民可以在不申请长期签证的情况下居留3个月以上。《实施申根协定公约》第20条条款规定，在申根协约未生效之前各成员国与其他国家签署的双边签证豁免协约在申根协议生效后依旧有效，这也就意味着例如新西兰公民可以在不申请长期签证的情况下在所列出的每一个申根国（奥地利、比利时、捷克、丹麦、芬兰、法国、德国、希腊、冰岛、意大利、卢森堡、荷兰、挪威、波兰、葡萄牙、西班牙、瑞典和瑞士）居留最多90天，即在这些申根国停留的时间不会累加。但是如果当其访问其他申根国时，则必须遵循半年之内居留不超过90天的规定。

### 欧洲经济区公民之第三国家庭成员入境条件
来自第三国的欧洲经济区成员国公民的家庭成员可以持经济区国家签发的有效居留证免签进入欧洲经济区国家（包括除摩纳哥以外的申根国），并可在宿主国以外的经济区成员国居留不超过90天。《欧洲议会和理事会指令2004/38/EC，联盟内公民及其家庭成员在各成员国内自由流动和居住的权利》中第5条条款规定来自第三国的家庭成员可以和其来自经济区的成员一起旅行，第6条也规定他们也可以单独行动并在后期会和。如果来自非经济区国家的家庭成员没有居留证或者签证，但可以通过其它方式证明其与经济区成员国公民之间的家庭关系，那么应该在进行边境检查时给他们签发签证并放行。但是这项规定并没有正确地纳入比利时、拉脱维亚和瑞典的法律体系中，同时奥地利、丹麦、爱沙尼亚、立陶宛、意大利和德国完全没有将此项规定纳入本国法律体系中 。
至2008年12月，有5个国家仍然不执行此项规定，这也意味着来自非经济区国家的家庭成员可能需要签证或其它证件才可以入境，持居留证明在这些国家旅行时仍有可能会被拒绝入境。例如英国将第五条中的“居留许可”解释为英国签发的居留许可，而不接受其它的居留证，并要求出示“经济区家庭许可”。丹麦和爱尔兰没有规定持有效居留许可的非经济区国家庭成员可以免除相关签章要求。西班牙只接受来自申根国的居留许可，因此来自英国、保加利亚、罗马尼亚、爱尔兰和塞浦路斯的居留许可不被西班牙政府所认可，这与上述规定不一致。奥地利也与英国类似，要求来自非经济区国家的家庭成员持本国签发的居留许可才可免签入境。

### 外部边境的地方跨境交通
按照《欧洲议会和理事会条例(EC) No 1931/2006，关于为成员国外部陆地边境的当地边境交通制定规则，并修订申根公约的规定》的有关规定，与非欧盟国家接壤的申根国需与邻国签订或保持双边条约来实施过境交通制度。该规定同时还定义了以边境线为起点向双方领土延伸最多30（19英里）的边境区（特殊情况下不超过50（31英里）），并规定向居住在非申根国侧边境区内的公民颁发边境交通许可证，以授权持有人在许可证不加盖出入境戳章的情况下在边境区范围内跨越边境。边境交通许可证需要标有持有人的姓名与照片，并在其上声明持有人不被授权进入超越边境区范围的地区，任何滥用行为都会带来法律制裁。
该许可证有效期为1年到5年不等，并允许持有人在申根国侧的边境区停留最多3个月。许可证只可以颁发给居住在边境区至少一年的合法居民，并需要申请者说明其需要频繁跨越边境的合法理由。申根国必须对此类申请进行中央登记管理，并能够使其它申根国便捷快速地查询有关信息。
在双边协议生效之前，申根国必须得到来自欧洲委员会的许可，以确保签订的双边协议没有违背相关规定。签订协议的非申根国需至少向居住于申根国侧边境区的欧洲经济区公民和瑞士公民授予同等权利，并保证对任何滥用权利者遣返回国。
截至2012年七月年已有7个双边协议生效，其中三个是2008年1月签订的匈牙利与乌克兰的双边协议、2008年9月签订的斯洛伐克与乌克兰的双边协议和2009年7月签订的波兰与乌克兰的双边协议。加入申根区申请有待批准的欧盟成员国罗马尼亚与摩尔多瓦签订的过境交通制度于2010年10月生效，拉脱维亚与白俄罗斯的双边协议于2012年2月生效，另外波兰与俄罗斯、挪威与俄罗斯的双边协议均已生效。波兰与白俄罗斯的双边协议原定于2012年2月生效，但实际上被延误至当年5月。
早在2009年末，挪威就已经开始向居住在俄罗斯摩尔曼斯克州的居民签发名为一年期多次入境签证，且不要求申请人在挪威必须有家庭成员或生意伙伴。芬兰虽然没有此类边境计划，但是其已向俄罗斯公民签发了超过一百万张签证，其中大多数为多次入境签证。目前欧盟正在考虑向俄罗斯公民签发有效期最多5年的多次入境签证。

### 曾针对克罗地亚的特殊规定
针对克罗地亚公民曾存在着一些特殊情况。當時，根据克罗地亚在申根协议之前与其周边欧盟国家（意大利、匈牙利和斯洛維尼亚）签订的双边条约，克罗地亚公民可以仅持身份证件访问上述三国，而无需持护照。居住在边境地区的人们一天可能会往返于边境数次，特别是由于克罗地亚与斯洛維尼亚過去均属于哈布斯堡君主国（1527－1918年）和南斯拉夫（1918－1991年）的一部分，往返边境数次的情况在这两国边境更为突出。由于克罗地亚将会于2013年7月1日加入欧盟，欧盟委员会已批准了一项过渡期规定：每一名克罗地亚公民都可以持个人身份证件与由出境检查站警方签发的边境特殊许可证进入匈牙利、義大利和斯洛維尼亚，而匈牙利、義大利和斯洛維尼亚警方则在该特殊许可证上加盖出入境戳章。克罗地亚居民尽可以此方法访问匈牙利、義大利和斯洛維尼亚三个国家，访问任何其它申根国家均需要有效护照。

这些过渡期规定随2013年7月1日克罗地亚加入欧盟而废止，2011年6月起克罗地亚已开始为2015年加入申根区做各项准备。

2023年1月，克國正式加入申根區。

### 西巴尔干国家
2009年11月30日，欧盟理事会的内政和司法部长废除了针对马其顿、蒙特內哥羅和塞尔维亚公民的签证要求，2010年11月8号废除了对阿尔巴尼亚、波斯尼亚和黑塞哥维那的签证要求，前者于2009年12月19日生效，后者于2010年12月1日生效，至此，阿尔巴尼亚、波斯尼亚和黑塞哥维那、马其顿、蒙特內哥羅和塞尔维亚公民均可免签进入申根区。
科索沃公民和居住在科索沃持塞尔维亚生物特征护照的公民仍需签证方可进入欧盟区，塞尔维亚设立了塞尔维亚事务协调局（Serbian Coordination Directorate）来协调此事务。同时，有关科索沃签证自由化的路线图有望在近期得到商讨与公布。
欧盟国家与西巴尔干岛国家（除克罗地亚和科索沃）的签证自由化协商起于2008年中，并于2009年（针对马其顿、蒙特內哥羅和塞尔维亚）和2010年（针对阿尔巴尼亚、波斯尼亚和黑塞哥维那）分别结束。在签证制度完全废除之前，西巴尔干岛国家（阿尔巴尼亚、波斯尼亚和黑塞哥维那、马其顿、蒙特內哥羅和塞尔维亚）在2008年就与申根国签订了《便利签证协议》，这项协议使得这些国家的公民在申请签证时可以以更低的签证费用、更少的书面文件在更短的时间内申请并获得签证。但是在这项协议正式生效之前，新的签证处理程序运行效果并不理想。

## 警务和司法合作
申根区相关规定还规定了成员国之间需使用申根信息系统分享包括人员、丢失或被窃证件、车辆等情报信息，这也意味着潜在的问题人员不能通过移居至另一申根国而“消失”。
《申根协议》与其《执行协定》都对警务合作与司法合作给出很高的重视，并做出具体安排。

### 行政协助
《关于执行申根协定的协定》（Convention implementing the Schengen Agreement，以下简称《执行协定》）第39条规定，申根成员国警察局需根据相关国际法，在有关权力范围内向其他各国警务机构提供协助以打击犯罪。他们可通过中央管理机构取得联絡，或在经济情况下直接进行联絡。申根规定授权成员国国家主管部门在其边境区域中开展其他形式的合作。
针对一些需要或限制别国警方人员入境的活动，可能会存在特殊规定。

### 跨境监视
《执行协定》第40条规定，甲国警方可以跨越边境进入乙国以便继续监视嫌疑犯，但需要提前获得该国相关部门的许可，许可申请需尽快得到答复。在紧急情况下也可以在不得到该国部门许可的情况下跨境监视，但必须在其领土上的监视活动结束前通知该国相关部门。若该国提出终止请求，或者是在5小时内没有给予许可，那么相关跨境监视活动必须终止。跨境监视的警方需遵循乙国的相关法律规定，并出示其警方身份证件以及持械的相关许可。警方不能在乙国领土上私自阻止或逮捕监视对象，或者在阻止或逮捕后通知该国相关部门。同时《执行协定》还要求乙国政府部门对执行跨境监视的警方人员给予包括司法程序在内的必要协助。

### 紧追权
《执行协定》第41条规定，如果不能在入境之前提前通知所入境国家相关部门，或者是不能及时与该国部门取得联系，那么甲国警方可以跨越过境进入乙国追捕其抓捕对象。申根国家可以自己制定有关执行跨境追捕的相关规定，例如对跨境时长或行动范围作出规定。乙国需要对追捕对象进行盘问以建立起个人信息档案，或者根据甲国的请求对其实施抓捕。紧追权仅适用于陆地边界，且进行紧追的警方需穿着制服或乘坐带有警方标志的交通工具，并仅可以以自卫为目的使用武器。在行动结束后，甲国需向乙国通报相关抓捕活动成果。

### 责任和权利
《执行协定》第42条规定,在乙国执行公务的甲国警方如果成为犯罪活动的受害者，那么将按照乙国的同等标准对其进行补偿。同时第43条规定，如果甲国警方在乙国从事非法活动，那么甲国需对此承担相应责任。

### 进一步发展的双边协约
《执行协定》第39条允许申根国家在边境地区的警务合作中制定双边协约，合作方式包括共享警用无线电频率、警察管制中心和边境地区的追查部队等。《普鲁姆条约》（Prüm Convention）的签约国还可以向其他欧盟成员国的警察授予特设的治安保卫权。

### 直接的法律援助
申根成员国需要对其他各成员国针对各类犯罪案件提供刑事司法援助，包括除《执行协定》第50条所提到的情节较轻的犯罪类型以外的税务以及其他经济犯罪。各申根成员国可以为其它成员国提供法庭文件，在必要的情况下还需提供相应文档的翻译件。申根成员国之间的法律援助可以直接通过司法机构进行，而无需通过外交途径。
《执行协定》第54到58条还规定，不会因同一罪行而使犯罪嫌疑人在申根区成员国接受两次以上的判决（“一事不再理”原则）。

### 有关毒品的相关规定
执行协定规定，所有申根成员国都有义务阻止毒品非法交易，同时还要对包含毒品成分的处方药物提供保护。成员国需没收毒品或受管制物质非法交易所得，但个人可以以医疗为由携带并运输受管制物质进入其它申根国家。

## 法律基础

### 欧盟各项条约中的相关规定
在《阿姆斯特丹条约》得到签署后，根据其第2条第15点的相关内容，《欧洲联盟基本条约》中有关申根区的法律基础被写进《罗马条约》，并加入了名为“签证、庇护、移民及其他人员自由流动相关政策（Visas, asylum, immigration and other policies related to free movement of persons）”的标题，定为第六章，包含第61到69条条款。《里斯本条约》对这一章的有关条款规定进行了修正，并将标题更名为“自由，安全和司法范围（Area of freedom, security and justice）”，将这一章分为五节。

### 申根协议与执行协定
申根区相关协约有以下两条：
- 《申根既有规范——比荷卢经济同盟的国家政府与德国以及法国之间关于在其共同边界逐步废除检查的协议》（1985年，即《申根协议》）
- 《申根既有规范——执行比荷卢经济同盟的国家政府与德国以及法国之间关于在其共同边界逐步废除检查的1985年6月14日的申根协议的公约》（1990年，即《关于执行申根协定的协定》）

申根协议与其执行协定已经纳入欧盟法律中，并由欧盟部长理事会决定发布在《欧洲共同体公报》上，后期可以以法规的形式对其进行修订。